# Eddie Connachan
Edward Devlin Connachan, detto Eddie (Prestonpans, 27 agosto 1935 – 29 gennaio 2021), è stato un calciatore scozzese, di ruolo portiere.

## Carriera

### Club
Dopo aver giocato nelle giovanili del Dalkeith Thistle nel 1957 si trasferisce al Dunfermline, club della prima divisione scozzese, con cui gioca per i successivi 6 anni, che coincidono con l'inizio dell'epoca di maggior successo del club: nella stagione 1960-1961, infatti, i bianconeri vincono per la prima volta nella loro storia la Coppa di Scozia (in oltre 70 anni di storia in precedenza non avevano mai raggiunto nemmeno la semifinale della competizione) per poi nella stagione 1961-1962 raggiungere i quarti di finale di Coppa delle Coppe, in cui perdono con un complessivo 5-3 contro gli ungheresi dell'Újpest dopo aver eliminato con un netto 8-1 gli irlandesi del St Patrick's nel primo turno e con un 5-2 gli jugoslavi del Vardar negli ottavi di finale; Connachan, che in 6 anni gioca in totale 126 partite nella prima divisione scozzese, gioca da titolare tutte e 6 le partite del Dunfermline nella competizione europea (la prima a cui il club prendeva parte nella sua storia).
Nell'estate del 1966, dopo complessive 172 presenze tra tutte le competizioni ufficiali, viene ceduto per 5500 sterline al Middlesbrough, club della seconda divisione inglese, con il quale nell'arco del successivo triennio gioca in totale 95 partite in questa categoria; torna poi in Scozia, giocando per un biennio in prima divisione (27 presenze totali in incontri di campionato) con la maglia del Falkirk. Dal 1968 al 1972 gioca invece nella prima divisione sudafricana, prima al Port Elizabeth City e successivamente all'East London Utd.

### Nazionale
In carriera ha giocato 2 partite in nazionale: ha esordito il 29 novembre 1961 nella partita di qualificazione agli Europei persa per 4-2 dopo i tempi supplementari sul campo della Cecoslovacchia, per poi scendere in campo anche nella partita amichevole persa per 3-2 in casa contro l'Uruguay del 2 maggio 1962.

## Palmarès

### Club

#### Competizioni nazionali
- Coppa di Scozia: 1

Dunfermline: 1960-1961